# Lago d'Idro
Il lago d'Idro o Eridio (Lac d'Ider in lombardo, Idrosee in tedesco) è un lago di origine glaciale sito nella provincia di Brescia ai confini con il Trentino.
Posto a 368 metri sul livello del mare è formato dalle acque del fiume Chiese, che ne è anche l'emissario.
La sua superficie è di 10,9 km² e raggiunge una profondità massima di 122 metri.

## Storia

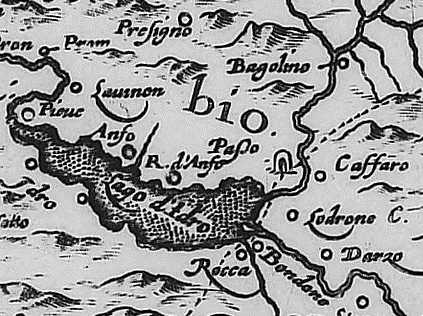
Mappa del lago del XIV secolo

I più antichi abitanti della Val Sabbia e del lago sembrano essere stati i Liguri, antica popolazione che occupava il nord Italia occidentale prima del 2000 a.C., successivamente l'area è posta sotto dominio romano dall'anno 16 a.C.
La Valle e di conseguenza la zona lacustre vennero evangelizzate tra il VI e il VII secolo.
Nel XV secolo, a opera della Repubblica di Venezia, venne edificata la Rocca d'Anfo, complesso militare fortificato che dal pendio del monte Censo domina l'intero lago.
Il lago d'Idro è uno dei primi laghi naturali italiani a essere regolato da uno sbarramento artificiale costruito nel corso degli anni venti e gestito in concessione dalla Società Lago d'Idro (SLI) fino alla scadenza del 24 ottobre 1987. Da allora è in corso un confronto a volte aspro fra le varie autorità competenti, le popolazioni rivierasche, l'Enel che deriva acqua per la centrale idroelettrica di Carpeneda ed i contadini della pianura per l'irrigazione. Il lago costituisce un serbatoio artificiale, alla quota massima di 370 m s.l.m. di 850 milioni di m3. Dal 1996 al 2001 a titolo di sperimentazione è stato imposto il minimo deflusso vitale e sono state ridotte le escursioni artificiali del lago da 7 a 3,25 m.

## Fauna

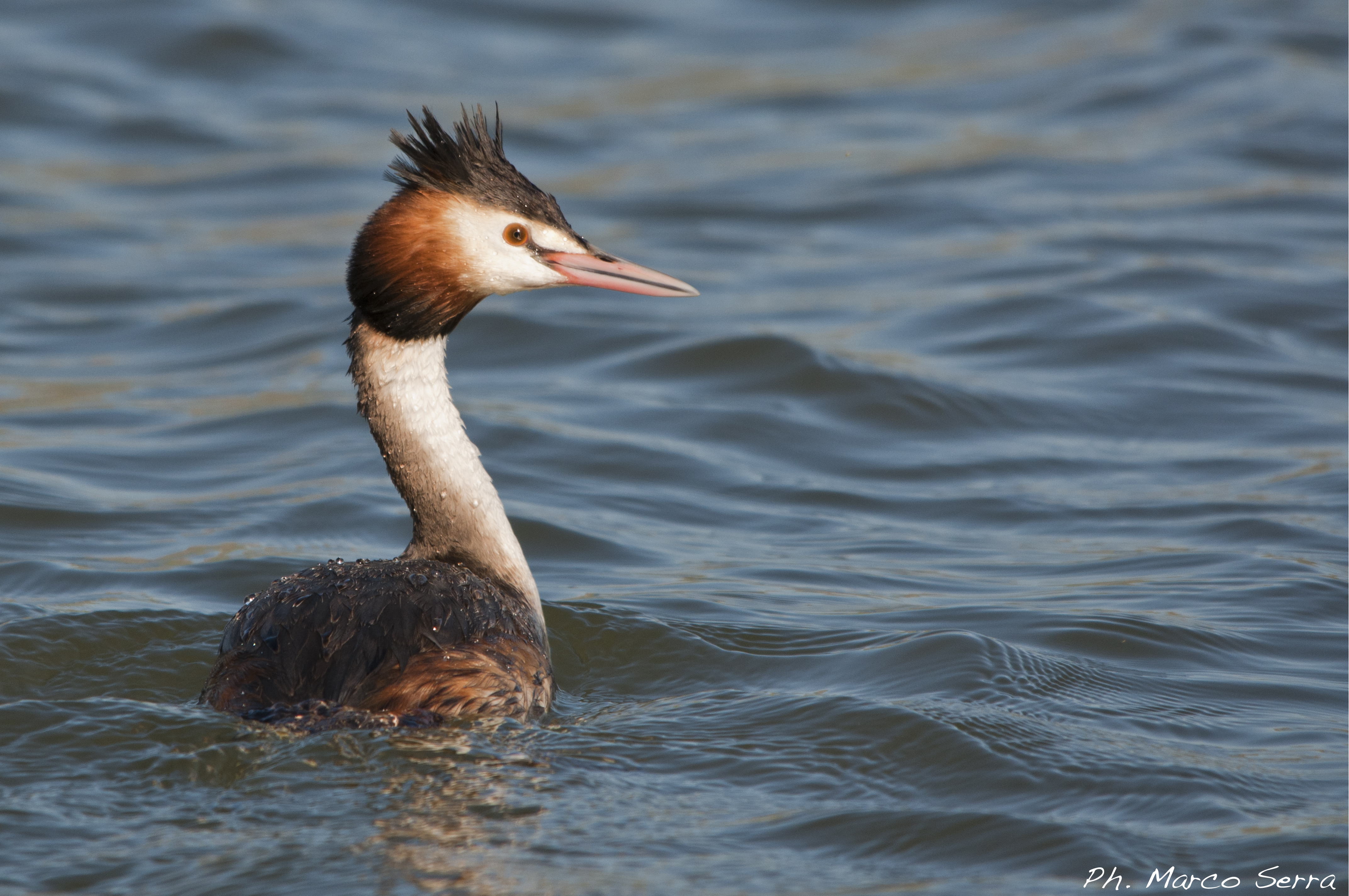
Svasso Maggiore

Nelle acque del lago è abbondante la presenza di lucci, persici, anguille e alborelle.
Sulle sue rive si possono trovare specie di uccelli acquatici e migratori, tra i quali:
svasso maggiore, folaghe, germani reali, gabbiani, porciglioni, tarabusini, aironi cenerini, martin pescatori e usignoli di fiume.

## Immissari ed emissari

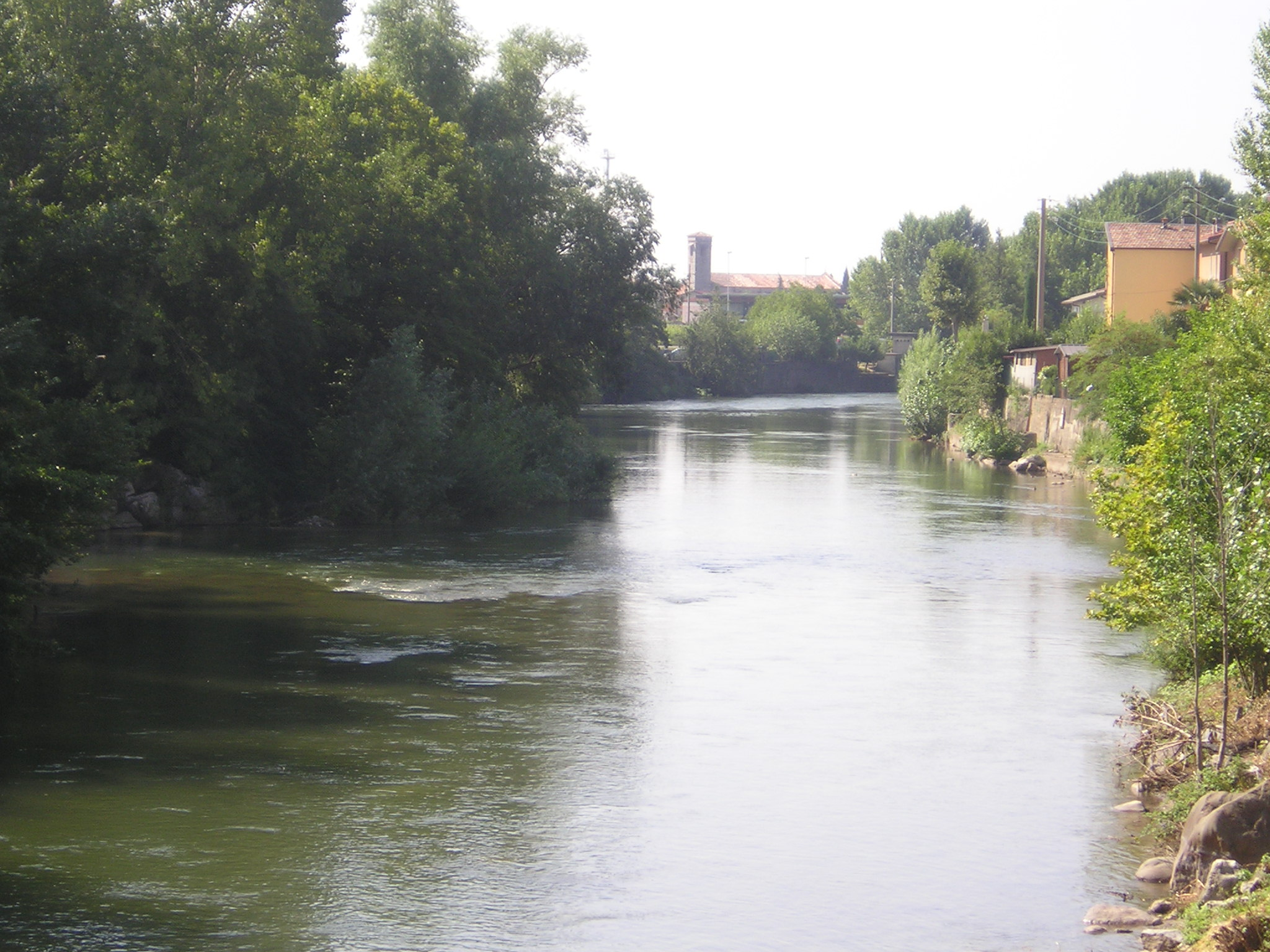
Il fiume Chiese

Il fiume Chiese, le cui sorgenti vengono alimentate dal Gruppo dell'Adamello, è il principale immissario e l'unico emissario del lago.
Il Chiese si immette nel bacino lacustre fra Baitoni (comune di Bondone in Provincia di Trento) e Ponte Caffaro (comune di Bagolino in Provincia di Brescia), segnando in quel punto anche una parte del confine fra le due province, ed esce dal lago nel comune di Idro in provincia di Brescia.
Altro immissario è il torrente Re di Anfo, interamente compreso nel territorio del comune di Anfo in provincia di Brescia.
Il fiume Caffaro s'immette nel Chiese poche centinaia di metri prima che quest'ultimo entri nel lago.

## Le acque
Il lago è interamente balneabile (al 2014).
Le condizioni attuali del lago tuttavia destano più di una preoccupazione a causa della gravità dei fenomeni di eutrofizzazione dovuti all'assenza di un collettore fognario e per l'intenso sfruttamento delle sue acque da parte della centrale idroelettrica di Carpeneda e per uso irriguo.
Nel 2017 la Regione Lombardia stanzia 1,6 milioni di euro per il collettore, a fronte dei 3 milioni richiesti per completare l'opera. 

## Infrastrutture e trasporti
Il lago d'Idro, a differenza di quello d'Iseo e di Garda, non può essere percorso per tutto il suo perimetro con automezzi perché, sulla sponda orientale, la strada che parte da Idro termina 5 km dopo, nella frazione di Vesta e solo un sentiero permette il collegamento con Baitoni, frazione del comune di Bondone.
La sponda occidentale è attraversata dalla Strada statale 237 del Caffaro che entra nei centri abitati di Idro, Anfo e Ponte Caffaro per poi entrare in territorio trentino.
Durante il periodo estivo è presente un servizio di trasporto con un battello che collega le località di Lemprato, Crone, Anfo, Ponte Caffaro, Vesta e Vantone.
Il porticciolo turistico di Crone, sede del comune di Idro è stato intitolato alla memoria dell'ammiraglio Mario Tonni, nato nel 1930 a Provaglio Val Sabbia e scomparso nel 2005, unico ammiraglio della Val Sabbia nella storia della Marina Militare.

## Galleria d'immagini

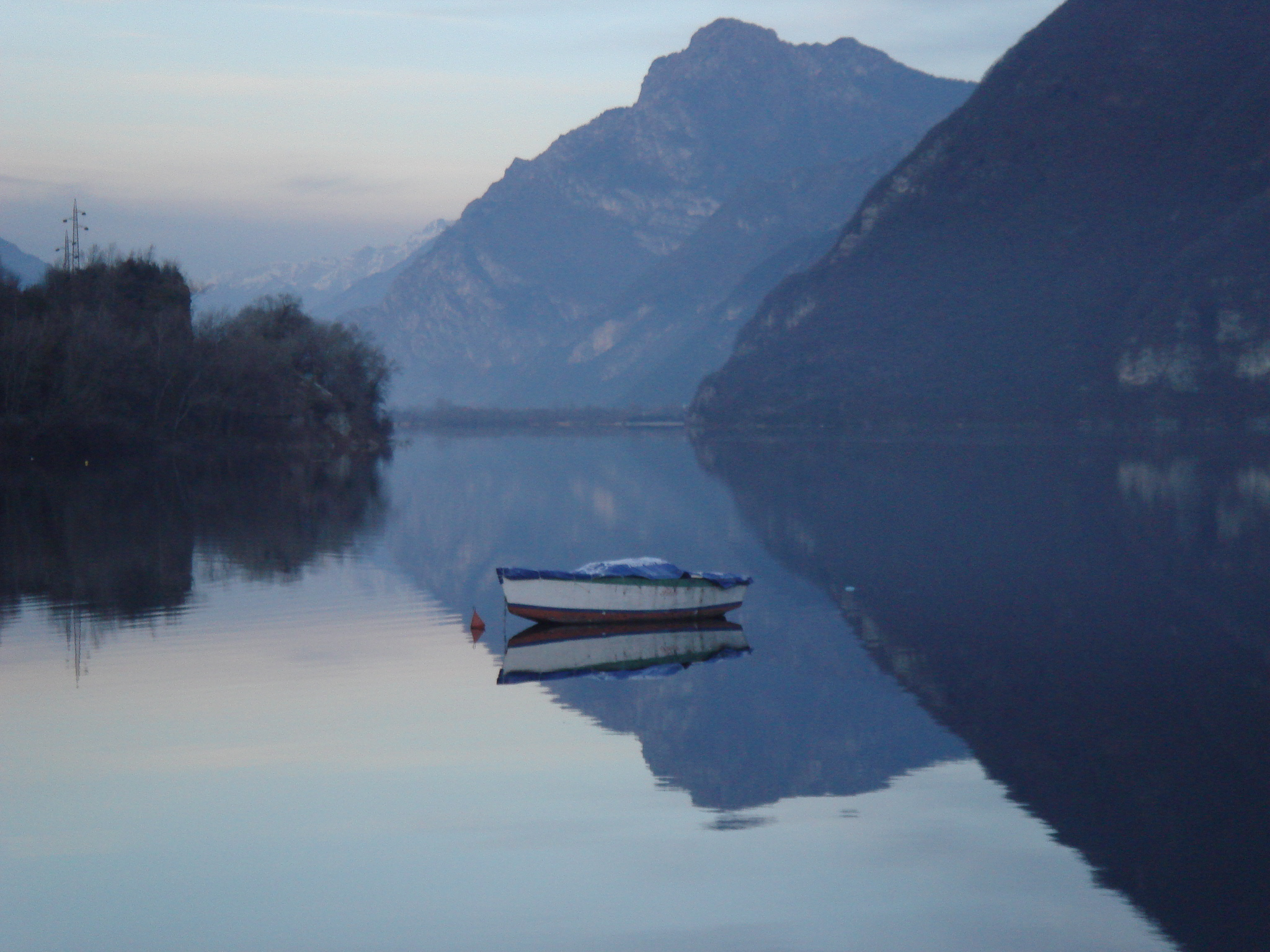
Spiaggia di Anfo
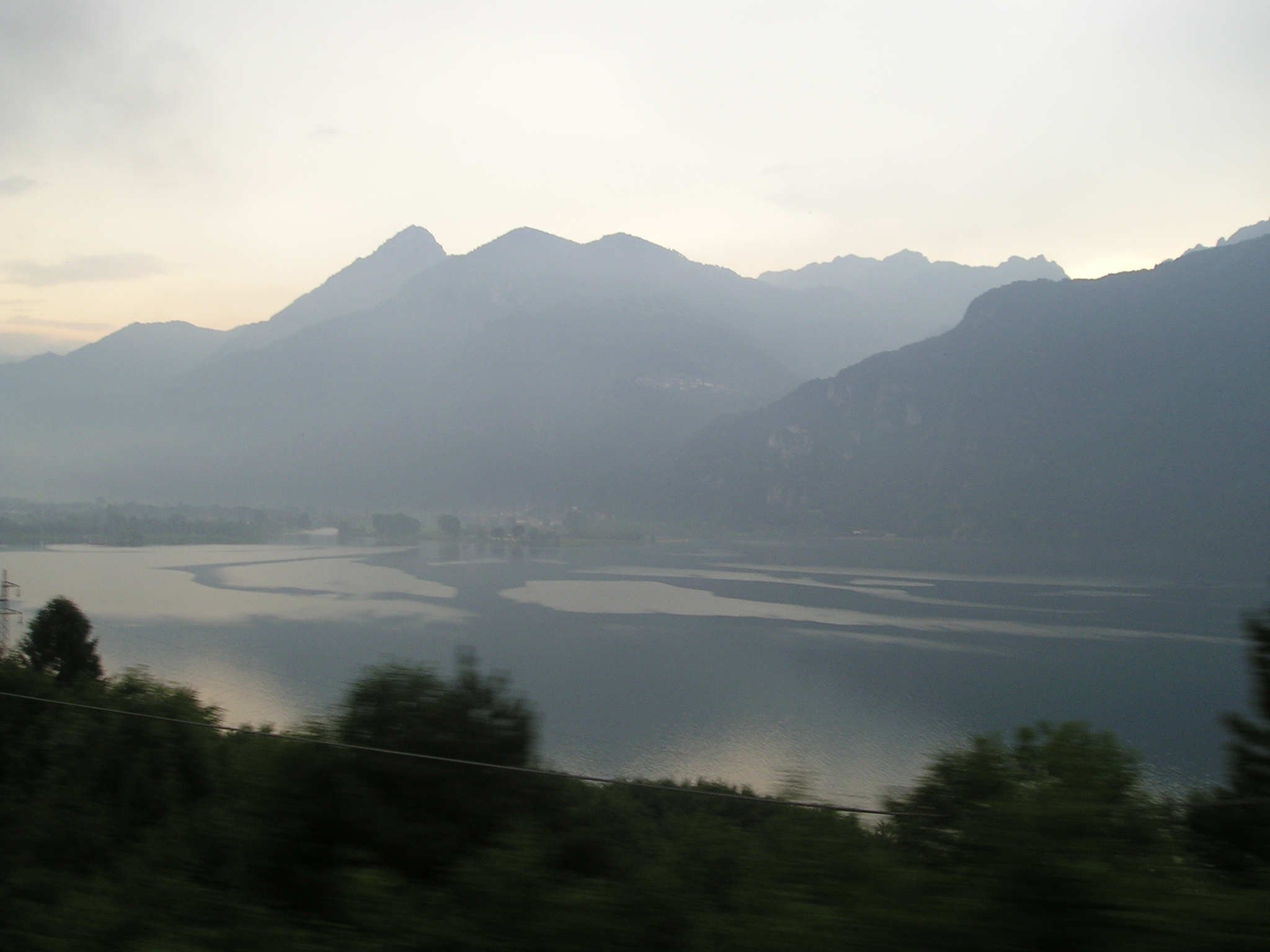
Il Lago a Ponte Caffaro
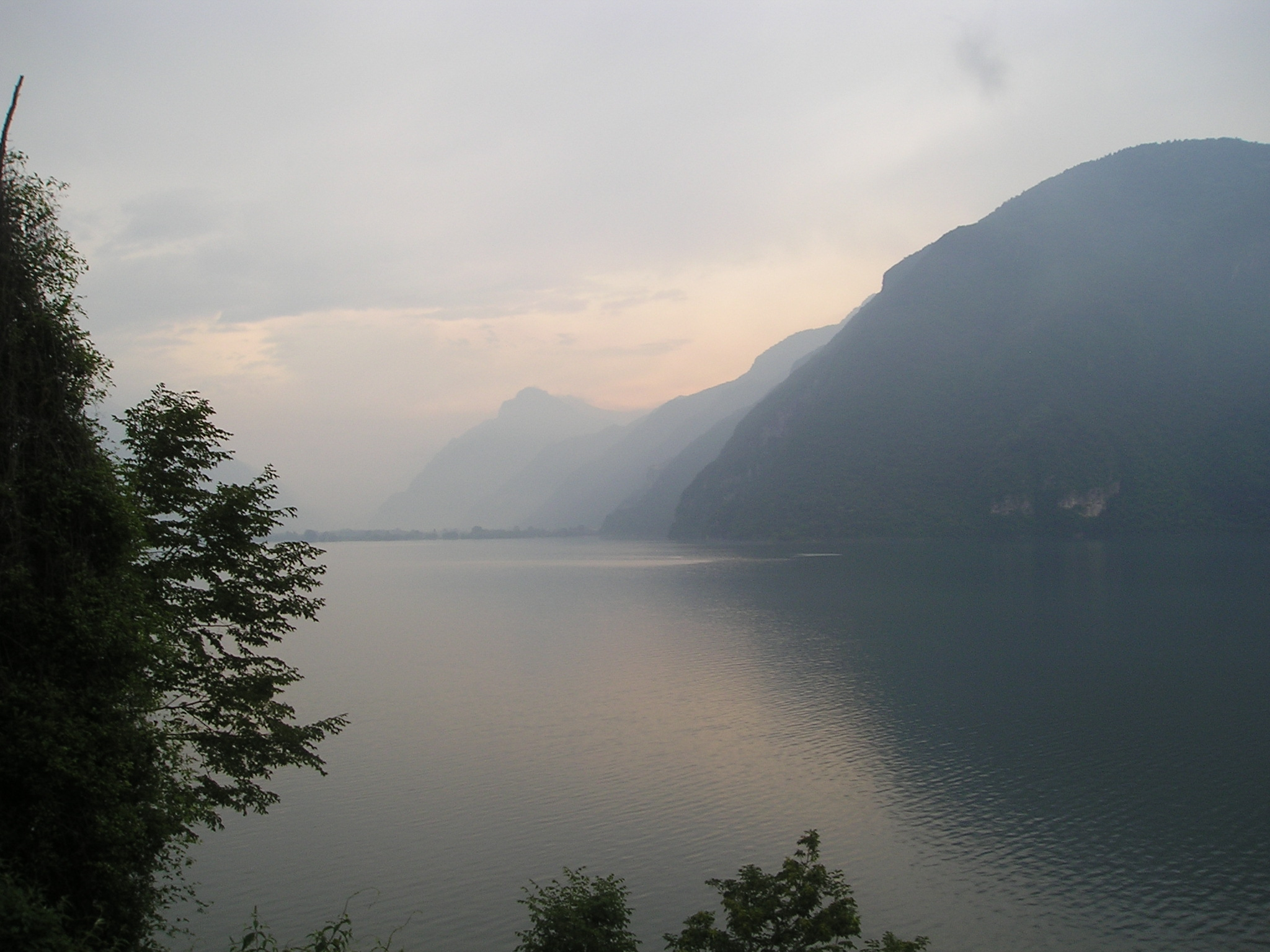
Il Lago dai Tre capitelli di Anfo
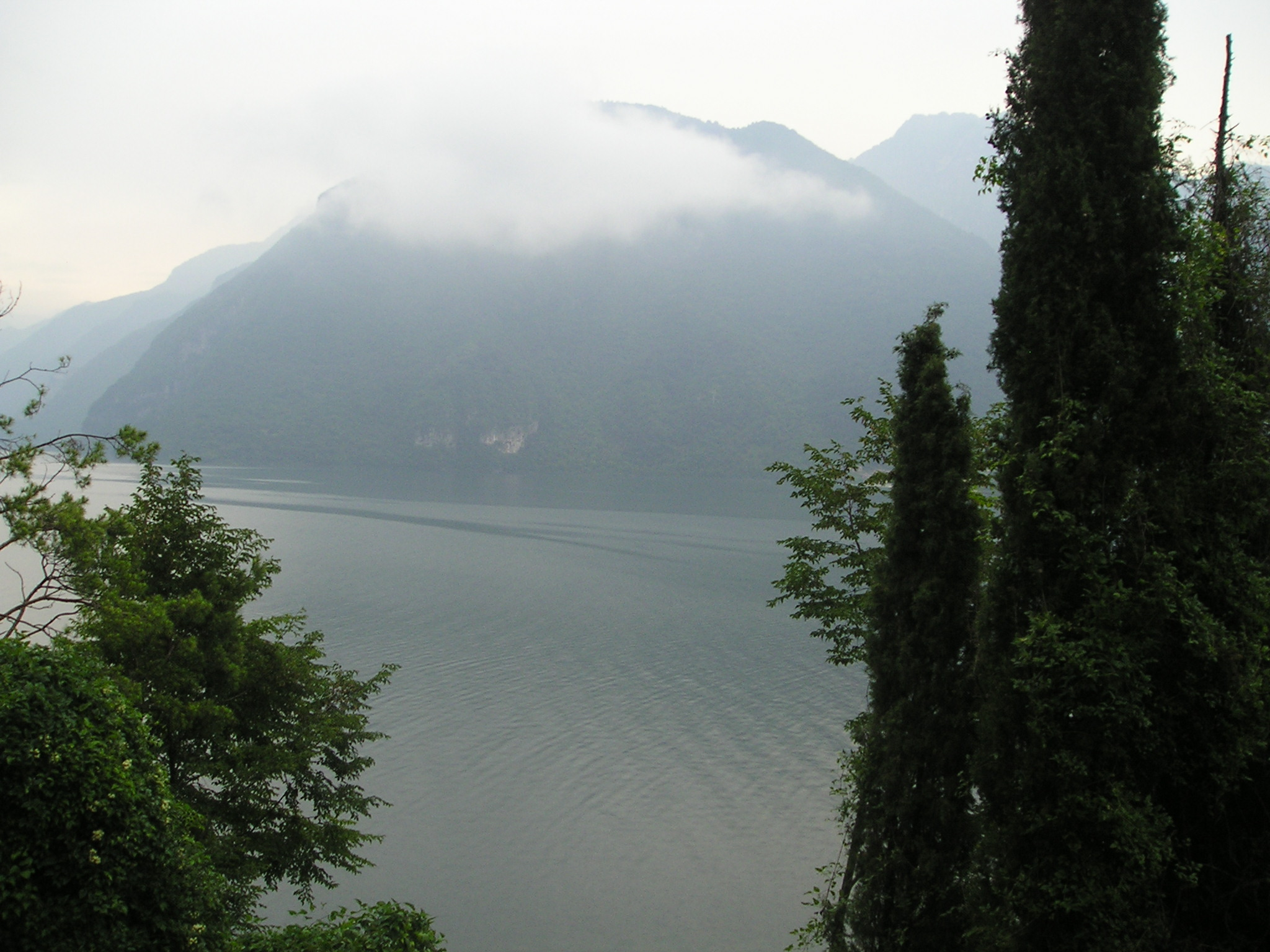
Il Lago da Anfo
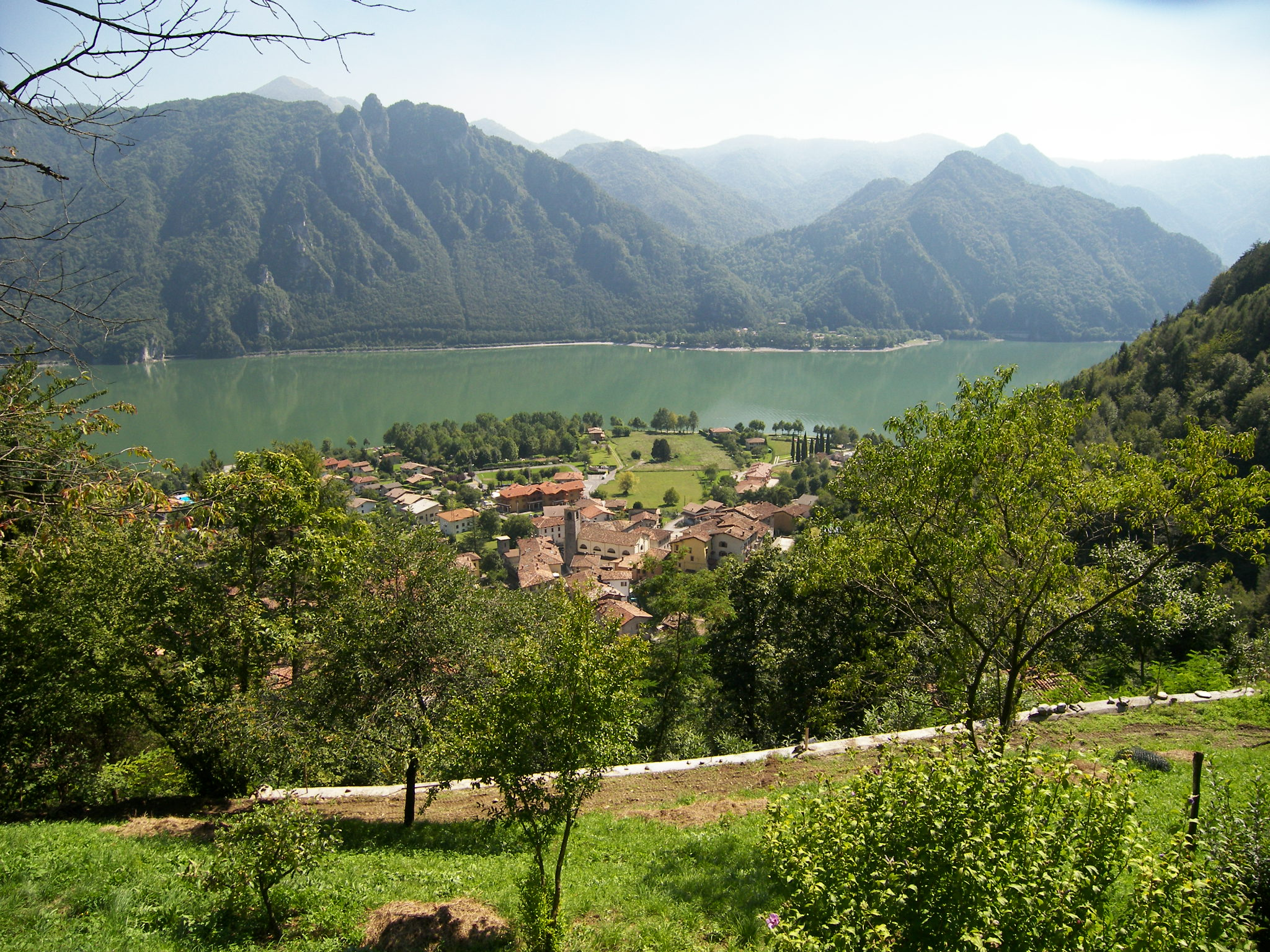
Vista del lago verso Est (Crone)
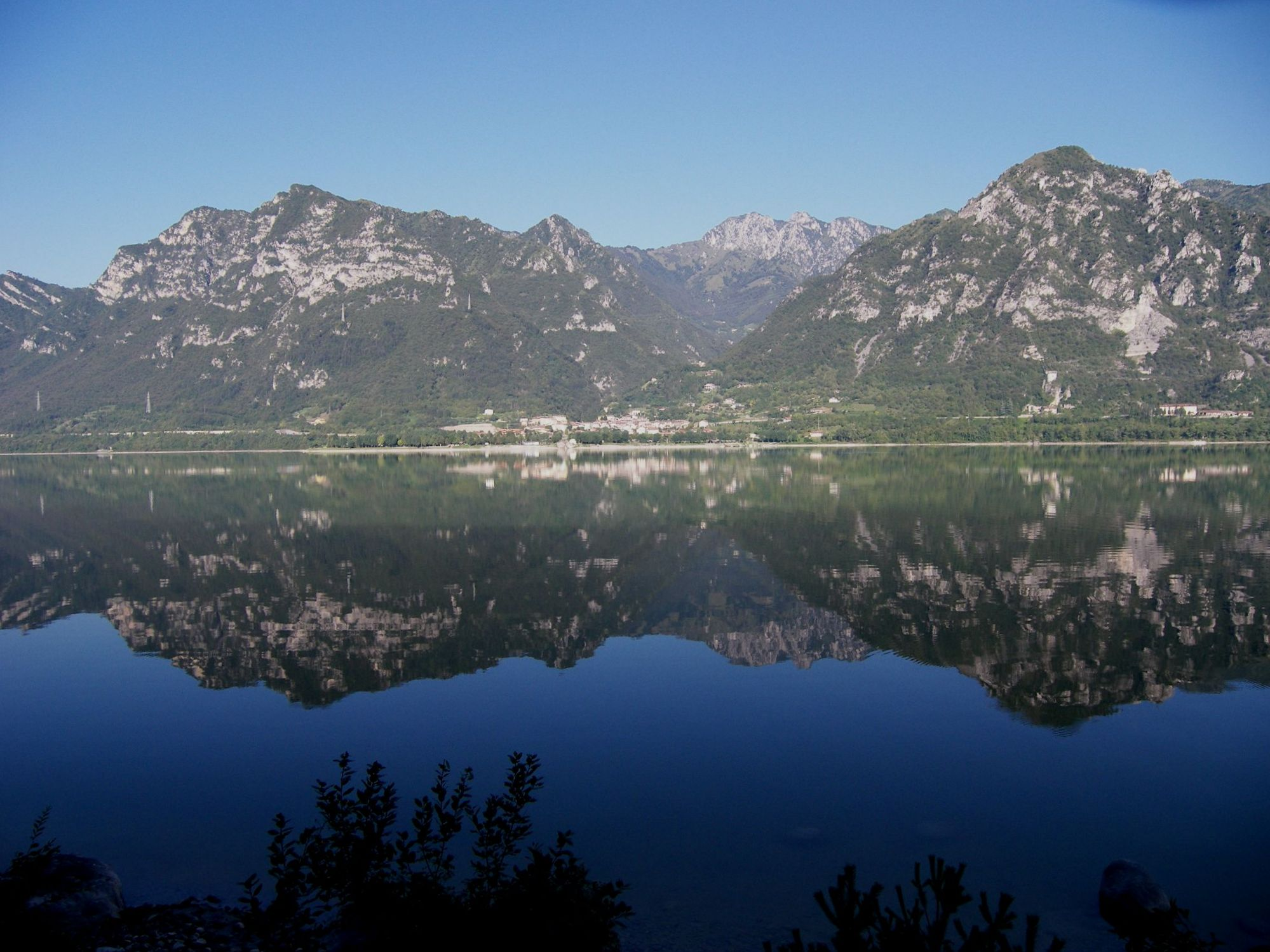
Vista da Est (Vantone) verso Ovest (Anfo)
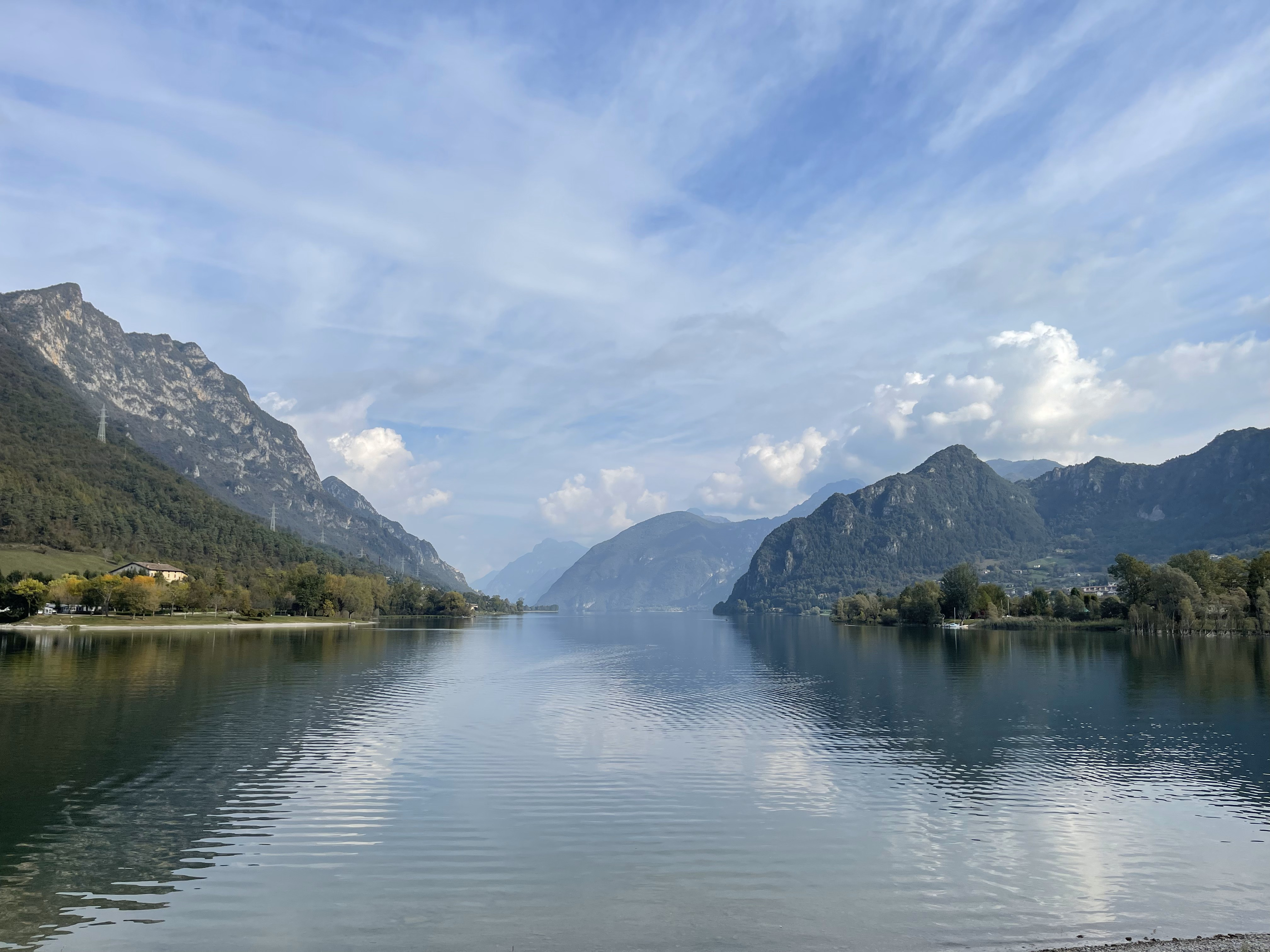
Vista sul lago da Lemprato